# Allium drobovii
Allium drobovii är en amaryllisväxtart som beskrevs av Aleksei Ivanovich Vvedensky. Allium drobovii ingår i släktet lökar, och familjen amaryllisväxter. Inga underarter finns listade i Catalogue of Life.